# Novaki (Sveta Nedelja)
Novaki is een plaats in de gemeente Sveta Nedelja in de Kroatische provincie Zagreb. De plaats telt 1748 inwoners (2001).